# Miles City (Montana)
Miles City je město v USA, ve východní Montaně. Je sídlem Custer County, má rozlohu 8,65 km² a žije v něm 8 410 obyvatel (2010).
Město leží v oblasti Velkých planin, při soutoku řek Yellowstone River a Tongue River, v nadmořské výšce 720 m n. m. Západně od města je lokalizováno regionální letiště Miles City Municipal Airport.